# Lombardei-Rundfahrt 1976
Die Lombardei-Rundfahrt 1976 war die 70. Ausgabe der Lombardei-Rundfahrt. Das Rennen fand am 9. Oktober 1976 über eine Distanz von 253 km statt. Der Sieger war Roger De Vlaeminck vor Bernard Thévenet und Wladimiro Panizza.

## Teilnehmende Mannschaften
| Profi-Radsportteams (15)- Brooklyn - Peugeot-Esso-Michelin - Scic - Gan-Mercier-Hutchinson - Sanson - IJsboerke-Colnago - Zonca-Santini - Magniflex-Torpado - Bianchi-Campagnolo - G.B.C.-TV Color-Sony - Gitane-Campagnolo - Jollj Ceramica–Decor - Maes Pils-Rokado - Kas-Campagnolo - Kaenel-Colnago |
| |

## Ergebnis
| Rang | Fahrer             | Team                   | Zeit       |
| ---- | ------------------ | ---------------------- | ---------- |
| 1    | Roger De Vlaeminck | Brooklyn               | 6h 26' 00" |
| 2    | Bernard Thévenet   | Peugeot-Esso-Michelin  | + 0"       |
| 3    | Wladimiro Panizza  | SCIC                   | + 0"       |
| 4    | Joop Zoetemelk     | Gan-Mercier-Hutchinson | + 0"       |
| 5    | Raymond Poulidor   | Gan-Mercier-Hutchinson | + 0"       |
| 6    | Francesco Moser    | Sanson                 | + 1' 12"   |
| 7    | Frans Verbeeck     | IJsboerke-Colnago      | + 1' 12"   |
| 8    | Franco Bitossi     | Zonca-Santini          | + 1' 12"   |
| 9    | Tino Conti         | Magniflex-Torpado      | + 1' 12"   |
| 10   | Walter Riccomi     | SCIC                   | + 1' 12"   |